# وستمونت (ایلینوی)
وستمونت (به انگلیسی: Westmont) یک روستا در ایالات متحده آمریکا است که در شهرستان دوپیج، ایلینوی قرار دارد. وستمونت ۱۳٫۲۲ کیلومتر مربع مساحت و ۲۴٬۶۸۵ نفر جمعیت دارد.